# Fabio Onidi
Fabio Onidi (ur. 9 marca 1988 w Mediolanie) – włoski kierowca wyścigowy.

## Kariera

### Formuła BMW
Fabio karierę rozpoczął w 2001 roku od startów w kartingu. W 2004 roku zadebiutował w serii wyścigów samochodów jednomiejscowych – Niemieckiej Formule BMW. Włoch najlepiej spisał się podczas czeskiej rundy na torze Masaryk Circuit, gdzie dwukrotnie zajął czwartą lokatę, a do pierwszego wyścigu startował z pole position. Zdobyte punkty uplasowały go na 8. miejscu. W kolejnym sezonie zanotował regres formy i ostatecznie zmagania zakończył na 11. pozycji (opuścił ostatnią eliminację na Hockenheimringu). Najlepszym wynikiem ponownie okazała się dwukrotnie czwarta lokata w jednej rundzie, tym razem na Nürburgringu. Podczas pierwszego wyścigu, na belgijskim torze Spa-Francorchamps, Onidi wykręcił również najszybszy czas okrążenia. Włoch wziął udział także w Finale Formuły BMW. Rywalizację jednak nie ukończył.

### Formuła Renault
Pod koniec sezonu 2005 Fabio wystartował w zimowej edycji Brytyjskiej Formuły Renault. Uzyskane punkty sklasyfikowały go na 17. miejscu. W kolejnym roku Fabio brał udział w głównym cyklu tej serii. Jedyne podium uzyskał w pierwszy wyścigu, na torze Croft, gdzie znalazł się na trzeciej lokacie. Ostatecznie w klasyfikacji generalnej zajął 11. pozycję.
W sezonie 2007 Onidi ścigał się w Europejskiej Formule Renault. Po punkty sięgnął dwukrotnie, plasując się na ósmym miejscu w niedzielnych zmagań w Zolder oraz na Hungaroringu. Skromny dorobek punktowy pozwolił na zajęcie 20. lokaty w końcowej klasyfikacji. Fabio wystartował także w dziesięciu eliminacjach północnoeuropejskiej edycji. Włoch dwukrotnie stanął na podium, podczas rywalizacji na torze Zandvoort oraz Nürburgring. Dzięki zdobytym punktom uplasował się na 9. miejscu. Pod koniec roku ponownie zaliczył udział w zimowym cyklu – tym razem jednak we Włoskiej Formule Renault. Spośród czterech wyścigów, Onidi dwukrotnie uplasował się na najniższym stopniu podium, w ostateczności kończąc zmagania na 3. pozycji.

### Euroseria 3000/Auto GP
W 2008 roku przeniósł się do Euroserii 3000. Reprezentując ekipę GP Racing, Fabio przez pierwszą część sezonu był liderem klasyfikacji generalnej, jednak ostatecznie w wyniku kilku nieukończonych wyścigów, przegrał mistrzostwo różnicą zaledwie dwóch punktów z synem byłego mistrza świata F1 Alaina Prosta – Nicolasem Prostem. Włoch sześciokrotnie stanął na podium, z czego dwukrotnie na najwyższym stopniu (na torze Vallelunga oraz w Walencji). We włoskim cyklu również sięgnął po tytuł wicemistrzowski. Fabio wziął udział także w serii Radical European Masters (w klasie SR3 kategorii 1500 cm³), w której znalazł się na 12. pozycji. W przerwie zimowej wystartował w inauguracyjnej rundzie w Holandii serialu A1 Grand Prix. Jeżdżąc pod barwami narodowego zespołu, Onidi w pierwszym wyścigu dojechał na siódmej lokacie, natomiast w drugim nie dojechał do mety. Zdobyte punkty pomogły jego ekipie w zajęciu 16. miejsca w końcowej klasyfikacji.
W sezonie 2009 Onidi ścigał się w barwach ekipy Coloni Motorsport (wcześniej FMS International). Fabio prezentował lepszą oraz równiejszą formę, będąc ośmiokrotnie w pierwszej trójce, w tym ponownie dwa razy na najwyższym stopniu (w Algarve oraz Vallelundze). Tytuł mistrzowski tym razem przegrał jednak różnicą ośmiu punktów i ostatecznie uplasował się na 3. miejscu. Tę samą pozycję i tym razem zajął również we włoskiej edycji.
W roku 2010 seria została przekształcona w Auto GP. Włoch przeniósł się do zespołu Team Lazarus (był jego jedynym zawodnikiem), w którym nie walczył o mistrzostwo, jednak był aż czterokrotnie na trzeciej lokacie (po raz pierwszy w inauguracyjnym starcie, w Brnie). Zdobyte punkty uplasowały go na 8. pozycji.
W kolejnym sezonie Fabio kontynuował współpracę z ekipą, a jego nowym partnerem został Fabrizio Crestani. Onidi już w drugim wyścigu (na Monzy) sięgnął po zwycięstwo. Na podium znalazł się jeszcze dwukrotnie, a w ostatecznej klasyfikacji zajął 5. lokatę (przed team-partnerem).

### Seria GP2
W sezonie 2012 pojawił się na starcie serii GP2 w zespole Scuderia Coloni. Z dorobkiem 13 punktów uplasował się na pozycji dwudziestej w klasyfikacji końcowej.

## Statystyki
| Sezon   | Seria                                              | Zespół                       | Wyścigi | Zwycięstwa | PP | NO | Podium | Punkty | Pozycja |
| ------- | -------------------------------------------------- | ---------------------------- | ------- | ---------- | -- | -- | ------ | ------ | ------- |
| 2004    | Niemiecka Formuła BMW                              | ADAC Berlin-Brandenburg e.V. | 20      | 0          | 1  | 0  | 0      | 54     | 8       |
| 2005    | Niemiecka Formuła BMW                              | Eifelland Racing             | 17      | 0          | 0  | 1  | 0      | 48     | 11      |
| 2005    | Brytyjska Formuła Renault (edycja zimowa)          | Fortec Motorsport            | 4       | 0          | 0  | ?  | 0      | 20     | 17      |
| 2005    | Światowy Finał Formuły BMW                         | ASL Team Mücke Motorsport    | 1       | 0          | 0  | 0  | 0      | N/A    | NS      |
| 2006    | Brytyjska Formuła Renault                          | Fortec Motorsport            | 20      | 0          | 0  | 0  | 0      | 197    | 11      |
| 2007    | Europejska Formuła Renault                         | Motorsport Arena             | 14      | 0          | 0  | 0  | 0      | 6      | 20      |
| 2007    | Północnoeuropejski Puchar Formuły Renault 2.0      | Motorsport Arena             | 10      | 0          | 0  | 0  | 2      | 118    | 9       |
| 2007    | Włoska Formuła Renault (edycja zimowa)             | RP Motorsport                | 4       | 0          | 0  | 0  | 2      | 86     | 3       |
| 2008    | Euroseria 3000                                     | GP Racing                    | 15      | 2          | 0  | 6  | 6      | 58     | 2       |
| 2008    | Włoska Euroseria 3000                              | GP Racing                    | 8       | 2          | 0  | 3  | 4      | 34     | 2       |
| 2008    | Seria Radical European Master – klasa SR3 1500 cm³ | PoleVision Racing            | ?       | ?          | ?  | ?  | ?      | 67     | 12      |
| 2008–09 | A1 Grand Prix                                      | A1 Team Italy                | 2       | 0          | 0  | 0  | 0      | 17†    | 16†     |
| 2009    | Euroseria 3000                                     | Coloni Motorsport ‡          | 13      | 2          | 0  | 2  | 8      | 65     | 3       |
| 2009    | Włoska Euroseria 3000                              | Coloni Motorsport ‡          | 7       | 1          | 0  | 1  | 5      | 36     | 3       |
| 2010    | Auto GP                                            | Team Lazarus                 | 12      | 0          | 0  | 0  | 4      | 24     | 8       |
| 2011    | Auto GP                                            | Lazarus                      | 13      | 1          | 0  | 0  | 3      | 99     | 5       |
| 2012    | Seria GP2                                          | Scuderia Coloni              | 24      | 0          | 0  | 0  | 0      | 13     | 20      |

- † – Klasyfikacja zespołu.

‡ – Zespół FMS International został przekształcony w Coloni Motorsport począwszy od drugiej rundy.

## Wyniki w GP2
| Legenda oznaczeń w tabelach wyników Wyświetl szablon na nowej stronie | Legenda oznaczeń w tabelach wyników Wyświetl szablon na nowej stronie                                                                     |
| Oznaczenie                                                            | Wyjaśnienie |
| --------------------------------------------------------------------- | --- |
| Złoty                                                                 | Zwycięzca lub mistrzostwo |
| Srebrny                                                               | 2. miejsce lub wicemistrzostwo |
| Brązowy                                                               | 3. miejsce lub II wicemistrzostwo |
| Zielony                                                               | Ukończył, punktował (w klasyfikacji generalnej, gdy zdobył co najmniej jeden punkt na przestrzeni sezonu, poza trzema powyższymi opcjami) |
| Niebieski                                                             | Ukończył, nie punktował (w klasyfikacji generalnej, gdy nie zdobył co najmniej jednego punktu na przestrzeni sezonu)                      |
| Czerwony                                                              | Nie zakwalifikował się (NZ) |
| Czerwony                                                              | Nie prekwalifikował się (NPK) |
| Różowy                                                                | Nie ukończył (NU) |
| Różowy                                                                | Niesklasyfikowany (NS) (w klasyfikacji generalnej, gdy nie został sklasyfikowany w żadnym wyścigu sezonu)                                 |
| Czarny                                                                | Zdyskwalifikowany (DK) |
| Czarny                                                                | Wykluczony (WYK/EX) |
| Biały                                                                 | Nie wystartował (NW) |
| Biały                                                                 | Kontuzjowany (K/INJ) |
| Biały                                                                 | Wyścig odwołany (OD/C) |
| Bez koloru                                                            | Został wycofany (WYC/WD) |
| Bez koloru                                                            | Nie przybył (NP/DNA) |
| Bez koloru                                                            | Nie brał udziału w treningach (NT/DNP) |
| Bez koloru                                                            | Nie został zgłoszony (–) |
| Pogrubienie                                                           | Start z pole position |
| Kursywa                                                               | Najszybsze okrążenie wyścigu |
| †                                                                     | Nie ukończył, ale jego rezultat został zaliczony ze względu na przejechanie więcej niż 90% dystansu wyścigu.                              |
| *                                                                     | Sezon w trakcie |
| 1/2/3                                                                 | Punktowana pozycja w sprincie kwalifikacyjnym                                                                                             |
| Lista systemów punktacji Formuły 1                                    | |

| Rok  | Zespół          | Wyniki w poszczególnych eliminacjach | Wyniki w poszczególnych eliminacjach | Wyniki w poszczególnych eliminacjach | Wyniki w poszczególnych eliminacjach | Wyniki w poszczególnych eliminacjach | Wyniki w poszczególnych eliminacjach | Wyniki w poszczególnych eliminacjach | Wyniki w poszczególnych eliminacjach | Wyniki w poszczególnych eliminacjach | Wyniki w poszczególnych eliminacjach | Wyniki w poszczególnych eliminacjach | Wyniki w poszczególnych eliminacjach | Wyniki w poszczególnych eliminacjach | Wyniki w poszczególnych eliminacjach | Wyniki w poszczególnych eliminacjach | Wyniki w poszczególnych eliminacjach | Wyniki w poszczególnych eliminacjach | Wyniki w poszczególnych eliminacjach | Wyniki w poszczególnych eliminacjach | Wyniki w poszczególnych eliminacjach | Wyniki w poszczególnych eliminacjach | Wyniki w poszczególnych eliminacjach | Wyniki w poszczególnych eliminacjach | Wyniki w poszczególnych eliminacjach | Punkty | Pozycja |
| ---- | --------------- | ------------------------------------ | ------------------------------------ | ------------------------------------ | ------------------------------------ | ------------------------------------ | ------------------------------------ | ------------------------------------ | ------------------------------------ | ------------------------------------ | ------------------------------------ | ------------------------------------ | ------------------------------------ | ------------------------------------ | ------------------------------------ | ------------------------------------ | ------------------------------------ | ------------------------------------ | ------------------------------------ | ------------------------------------ | ------------------------------------ | ------------------------------------ | ------------------------------------ | ------------------------------------ | ------------------------------------ | ------ | ------- |
| 2012 | Scuderia Coloni | MAL                                  | MAL                                  | BHR                                  | BHR                                  | BHR                                  | BHR                                  | ESP                                  | ESP                                  | MON                                  | MON                                  | VAL                                  | VAL                                  | GBR                                  | GBR                                  | DEU                                  | DEU                                  | HUN                                  | HUN                                  | BEL                                  | BEL                                  | ITA                                  | ITA                                  | SIN                                  | SIN                                  | 13     | 20      |
| 2012 | Scuderia Coloni | 20                                   | 13                                   | 8                                    | 14                                   | 20                                   | 9                                    | 6                                    | 18                                   | NU                                   | NU                                   | 13                                   | 17                                   | 22                                   | 8                                    | 19                                   | 22                                   | 11                                   | 24                                   | 16                                   | 12                                   | 21                                   | NU                                   | NU                                   | 20                                   | 13     | 20      |